# Rosa Otunbajewa
Rosa Issakowna Otunbajewa (* 23. August 1950 in Frunsenskoje, Kirgisische SSR) ist eine kirgisische Politikerin. Sie war mehrmals Außenministerin ihres Landes und vom 7. April 2010 bis zum 1. Dezember 2011 faktische Staats- und Regierungschefin. Seit 2022 ist sie UN-Sonderbeauftragte für Afghanistan und Leiterin der Unterstützungsmission der Vereinten Nationen in Afghanistan (UNAMA).

## Leben
Rosa Otunbajewa studierte bis 1972 an der Philosophischen Fakultät der Moskauer Lomonossow-Universität und schloss dort 1975 ihre Aspirantur ab. Danach arbeitete sie als Universitätsdozentin an der Kirgisischen Staatlichen Universität. Ab 1981 war sie hauptamtlich im Apparat der Kommunistischen Partei der Hauptstadt Frunse (heute Bischkek) tätig. 1986 wurde sie Außenministerin und stellvertretende Vorsitzende des Ministerrates in der Regierung der Kirgisischen Sowjetrepublik. Ab 1989 war sie Vorsitzende der sowjetischen Kommission für Angelegenheiten der UNESCO und Mitglied des Kollegiums des Außenministeriums der UdSSR.
Nach dem Zusammenbruch der Sowjetunion kehrte sie in ihre kirgisische Heimat zurück, wo sie 1992 für kurze Zeit das Amt der Außenministerin und stellvertretenden Regierungschefin übernahm. Noch im selben Jahr ging sie als Botschafterin Kirgisistans in die USA. Ihr Geschäftsbereich umfasste neben den Vereinigten Staaten auch Kanada. 1994 wurde sie erneut Außenministerin, bis sie 1997 als Botschafterin ihres Landes für das Vereinigte Königreich nach London ging. Von 2002 bis 2004 war sie Stellvertreterin des Sonderbeauftragten des UNO-Generalsekretärs für Abchasien, 2005 wurde sie erneut für kurze Zeit Außenministerin. Von 2006 bis 2007 war sie Vorsitzende der Partei Assaba. 2007 zog sie als Abgeordnete der Sozialdemokratischen Partei ins kirgisische Parlament ein.
Am 7. April 2010 wurde Rosa Otunbajewa von Oppositionsgruppen zur kommissarischen Regierungschefin ausgerufen. Zuvor hatte es Massenproteste gegen die Regierung von Staatspräsident Kurmanbek Bakijew und blutige Auseinandersetzungen mit der kirgisischen Polizei gegeben. Am 19. Mai wurde Otunbajewa zur „Präsidentin der Übergangsperiode“ erklärt und am 3. Juli erfolgte ihre Vereidigung als Staatspräsidentin. Der Sozialdemokratischen Partei gehört sie seither offiziell nicht mehr an. 
Otunbajewas Amtszeit sollte laut Erklärung der Regierung spätestens am 31. Dezember 2011 enden. Sie war nicht berechtigt, bei der Präsidentschaftswahl 2011 anzutreten. Ihr Amt übernahm am 1. Dezember 2011 der neu gewählte Präsident Almasbek Atambajew.
Im Jahr 2011 gründete sie die Stiftung "Rosa-Otunbajewa-Initiative" (Международный общественный фонд "Инициатива Розы Отунбаевой" Meschdunarodny obschtschestwenny fond "Iniziatiwa Rosy Otunbajewoi"/ "Roza Otunbayeva Initiative" International Public Foundation). Sie ist auch Leiterin dieser gemeinnützigen Organisation, die sich in verschiedenen Bereichen (Bildung, Demokratie, Kultur usw.) engagiert.
Im September 2022 wurde Rosa Otunbajewa zur Sonderbeauftragten des UN-Generalsekretärs für Afghanistan und Leiterin der Unterstützungsmission der Vereinten Nationen in Afghanistan (UNAMA) ernannt.
Ihrer Einschätzung nach ist Afghanistan unter der Herrschaft der Taliban das Land, in dem die Rechte der Frauen am stärksten unterdrückt werden. Afghanische Frauen und Mädchen würden systematisch aus dem öffentlichen Raum gedrängt. Durch den Ausschluss der Hälfte der Bevölkerung in einer der größten humanitären und wirtschaftlichen Krisen würde dem Land massiver Schaden zugefügt.
Otunbajewa hat zwei Kinder und spricht neben Kirgisisch und Russisch auch Englisch, Französisch und Deutsch.